# WB Electronics FT5-Łoś
WB Electronics FT5-Łoś – bezzałogowy statek powietrzny (UAV – Unmanned Aerial Vehicle) opracowany przez polskie przedsiębiorstwo WB Electronics, przeznaczony do bliskiego rozpoznania (krótkiego zasięgu) oraz jako nośnik uzbrojenia.
FT5-ŁOŚ został opracowany z myślą o programie taktycznego BSP krótkiego zasięgu „Orlik” dla Wojska Polskiego.